# Kionga

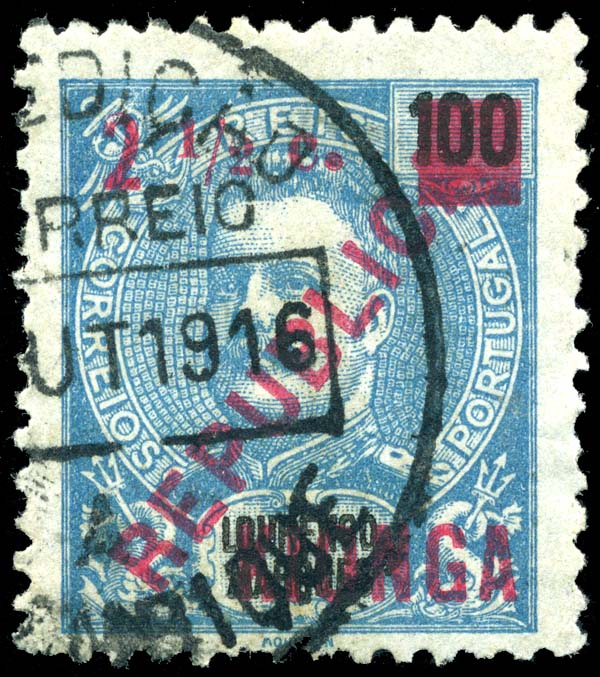
Segell de Kionga de 1916

Quionga o Kionga és una illa i una petita vila de Moçambic a la província de Cabo Delgado, districte de Palma, a l'extrem nord del país, a la riba sud i a la desembocadura del riu Rovuma. La seva població actual és d'uns 3.000 habitants.
El 1886 Alemanya i Portugal van establir el riu Rovuma com a límit entre els dominis portuguesos de Moçambic i l'Àfrica Oriental Alemanya. El 1892 els alemanys van reclamar el territori entre el riu i el Cap Delgado, a uns 32 km al sud de la desembocadura del riu, i el 1894 la marina alemanya va ocupar Quionga que es va anomenar Kionga, així com la zona a l'entorn coneguda com a triangle de Kionga, amb una superfície d'uns 395 km². L'establiment alemany anomenat Kionga tenia vers el 1910 uns quatre mil habitants.
El 23 de febrer de 1916 Portugal va declarar la guerra a Alemanya a petició de la Gran Bretanya. En resposta Alemanya li va declarar la guerra el 9 de març. El 9 de juny, a la Conferència Econòmica dels Aliats, es va decidir que entre les condicions per la pau hi hauria el retorn a Portugal del triangle de Kionga. A la segona meitat del 1916 les tropes portugueses van ocupar la regió del triangle. Es van emetre segells de correus de Lourenço Marques sobrecarregats, que van estar breument en ús el 1916, però després hi van circular els de Moçambic, ja que el territori no es considerava una zona ocupada sinó "recuperada". Per això probablement fou incorporat als territoris de la Companyia de Niassa. El Tractat de Versalles el 1919 va reconèixer com a frontera de Moçambic amb l'Àfrica Oriental Alemanya el riu Rovuma, i la legitimitat de la incorporació del territori del triangle al Moçambic portuguès.

## Nota
1. ↑  això ho indiquen els catàlegs i "The Stamp Atlas", però si fou part dels territoris de la Companyia de Niassa hauria d'haver utilitzat els seus segells